# Убийство The Notorious B.I.G.
Убийство Кристофера Уоллеса, более известного под его сценическими псевдонимами «The Notorious B.I.G.» и «Biggie Smalls», произошло рано утром 9 марта 1997 года. В хип-хоп-артиста было выпущено шесть пуль из проезжающего мимо автомобиля в Лос-Анджелесе, Калифорния, четыре пули из шести достигли своей цели. Несмотря на многочисленных свидетелей и огромное внимание средств массовой информации и теорий, никто никогда не был официально обвинён в убийстве Уоллеса. Дело остаётся официально нераскрытым, поскольку полиция годами искала подробности, однако успеха не достигла.
В 2006 году мать Уоллеса, Волетта Уоллес; его вдова, Фэйт Эванс, и его дети, Тианна Джексон и Кристофер Джордан Уоллес (CJ), подали судебный иск о неправомерной смерти против Департамента полиции Лос-Анджелеса на сумму 400 миллионов долларов, утверждая, что коррумпированные сотрудники LAPD были ответственны за убийство Уоллеса. Офицер LAPD в отставке Грег Кадинг утверждал, что Мэрион «Шуг» Найт, глава лейбла Death Row Records, нанял члена уличной банды Bloods, Уорделла «Пучи» Фауза, чтобы убить Уоллеса и заплатил Пучи 13 тысяч долларов. Он также утверждал, что Тереза Свон, мать ребёнка Найта, также была причастна к убийству, и ей заплатили 25 тысяч долларов за организацию встреч до и после стрельбы. В 2003 году Пучи был убит членами конкурирующей банды в результате выстрела в спину во время езды на мотоцикле.

## Предшествующие события
14 февраля 1997 года Уоллес отправился в Калифорнию, чтобы продвигать новый альбом Life After Death и снять музыкальное видео для своего сингла «Hypnotize». 5 марта 1997 года он дал радио-интервью ток-шоу The Dog House на радио KYLD в Сан-Франциско. В интервью он заявил, что нанял охрану, поскольку боялся за свою безопасность. Уоллес привёл в качестве причины своего решения не только продолжающееся хип-хоп соперничество между Восточным и Западным побережьями и убийство Тупака Шакура за шесть месяцев до этого, но и свой статус знаменитости. Life After Death должен был выйти 25 марта 1997 года.
7 марта 1997 года Уоллес вручил Тони Брэкстон награду на 11 ежегодной церемонии награждений Soul Train Music Awards в Лос-Анджелесе и был освистан некоторыми зрителями. Именно на этой церемонии музыкальный продюсер Куинси Джонс пригласил Шона «Паффи» Комбса и Бигги на свою вечеринку, организованную журналом Vibe и лейблом Куинси Джонса, Qwest Records. Вечеринка должна была состояться в субботу вечером, 8 марта, в автомобильном музее Петерсена в Лос-Анджелесе. Среди гостей были Фэйт Эванс, Aaliyah, Шон Комбс и члены банд Crips и Bloods.

## Стрельба
9 марта 1997 года в 00:30 ночи (по Тихоокеанскому времени) после того, как пожарная служба рано закрыла вечеринку из-за переполненности, Уоллес покинул вечеринку со своим окружением на двух Шевроле Субурбан, чтобы вернуться в свой отель. Улицы были переполнены людьми, покидающими вечеринку. Уоллес сидел на переднем пассажирском сиденье зелёного Шевроле Субурбан, сзади сидели его друзья: участник группы Junior M.A.F.I.A., Lil' Cease, и Damion «D-Roc» Butler. За рулём машины сидел Gregory «G-Money» Young. В машине играл трек «Going Back To Cali». Пафф Дэдди ехал в другом автомобиле с тремя телохранителями. За двумя джипами следовал Шевроле Блейзер с директором службы безопасности Bad Boy Records, Полом Оффордом.
Около 00:45 машина с Шоном «Паффи» Комбсом проскочила на жёлтый свет. Машина с Уоллесом остановилась на красный свет светофора на углу Фэрфакс-авеню и бульвара Уилшир, около 50 ярдов (46 м) от автомобильного музея Петерсена. Тёмный Шевроле Импала SS поравнялся с автомобилем Бигги. Водитель Импалы, афро-американец, одетый в синий костюм и галстук-бабочку, опустил своё стекло и выстрелил шесть раз из полуавтоматического 9 мм пистолета в переднюю пассажирскую дверь зелёного Шевроле Субурбан. Четыре пули из шести достигли своей цели. Друзья Бигги отвезли его в медицинский центр Седарс-Синай, где врачи провели экстренную торакотомию, операцию вскрытия грудной клетки. Уоллес был объявлен мёртвым в 1:15 ночи (по Тихоокеанскому времени). Ему было 24 года.
Результаты его вскрытия были обнародованы в декабре 2012 года, через пятнадцать лет после его смерти. Согласно отчёту, три из четырёх выстрелов не были смертельными. Первая пуля попала ему в левое предплечье и спустилась к его запястью; вторая попала ему в спину, пропустив все жизненно важные органы, и вышла через левое плечо; а третья попала в его левое бедро и вышла через внутреннее бедро. Четвёртая пуля была смертельной, проникла в тело через правое бедро и поразила несколько жизненно важных органов, включая его толстую кишку, печень, сердце и верхнюю долю его левого легкого, прежде чем остановиться в области левого плеча.
Смерть Уоллеса оплакивалась другими хип-хоп-артистами и поклонниками по всему миру. Рэпер Nas в тот момент ощущал, что смерть Уоллеса, наряду со смертью Тупака Шакура, «была практически концом рэпа».

## Расследование
Сразу после стрельбы всплыли сообщения, связывающие убийство Уоллеса с убийством Тупака Шакура шестью месяцами ранее, из-за сходства в стрельбе из машины и широко разрекламированной вражды между хип-хопом Восточного и Западного побережий, в которой Шакур и Уоллес были центральными фигурами. В средствах массовой информации ранее предполагалось, что Уоллес каким-то образом связан с убийством Шакура, хотя никаких доказательств, которые могли бы серьёзно его замешать, не было. Вскоре после смерти Уоллеса, редакторы газеты Los Angeles Times, Чак Филипс и Мэтт Лейт, сообщили, что основным подозреваемым в его убийстве был член банды Southside Crips, действовавший в защиту личного финансового мотива, а не от имени банды. Расследование застопорилось, и никто не был официально обвинён.
В книге 2002 года Рэндалла Салливана под названием LAbyrinth была собрана информация об убийствах Уоллеса и Шакура на основе информации, предоставленной отставным детективом департамента полиции Лос-Анджелеса Расселом Пулом. В книге Салливан обвинил Шуга Найта, соучредителя Death Row Records и известного связью с бандой Bloods, в сговоре с коррумпированным офицером полиции Лос-Анджелеса Дэвидом Маком, чтобы убить Уоллеса и сделать так, чтобы обе смерти казались результатом рэп-соперничества. В книге говорится, что один из предполагаемых соратников Дэвида Мака, Амир Мухаммед, был наёмным убийцей, который убил Уоллеса. Теория была основана на доказательствах, предоставленных информатором, и общем сходстве Мухаммеда с фотороботом, полученным в ходе расследования. В 2002 году режиссёр Ник Брумфилд выпустил документальный фильм Biggie & Tupac, основанный на информации из книги. Газета The New York Times описала низкобюджетный документальный фильм Брумфилда как «в значительной степени спекулятивный» и «косвенный» отчёт, основанный на ненадёжных доказательствах, и который не в состоянии «представить контр-доказательства» или «источники вопросов». Более того, мотив, предложенный для убийства Уоллеса в документальном фильме — чтобы уменьшить подозрения в отношении стрельбы Шакура шестью месяцами ранее — как выразился «Нью-Йорк Таймс», «не нашёл поддержки в фильме».
Статья, опубликованная Салливаном в журнале Rolling Stone в декабре 2005 года, обвинила полицию Лос-Анджелеса в том, что она не полностью расследует связи с Death Row Records, основанные на свидетельствах Пула. Салливан утверждал, что Комбс «не оказывал полного содействия в сотрудничестве со следствием», и, по словам Пула, призвал сотрудников Bad Boy Records делать то же самое. Точность статьи была позже оспорена в письме помощника главного редактора газеты Los Angeles Times, который обвинил Салливана в использовании «дрянной тактики». В ответ Салливан процитировал главного адвоката наследников Уоллеса, назвав газету «соучастником в сокрытии». Ссылаясь на теорию Салливана и Пула, которая легла в основу отклонённого иска семьи Уоллес против города Лос-Анджелес на сумму 500 миллионов долларов, «Нью-Йорк Таймс» пишет: «Вокруг этого дела возникла индустрия криминальных спекуляций с документальными фильмами, книгами и потоком ярких журнальных статей, рассказывающих о бандах, продажных полицейских и рэп-соперничестве», отмечая, что всё, что связано со смертью Уоллеса, было «большим бизнесом». Позже был создан фильм Город лжи на основе расследования Пула и книги Салливана LAbyrinth. Роль Пула сыграл актёр Джонни Депп.
По утверждению Салливана газета «Лос-Анджелес Таймс» участвовала в заговоре с целью прикрытия полиции Лос-Анджелеса. Однако, противоречивые теории убийства были предложены в разных разделах «Таймс». В разделе «Метро» газета «Таймс» писала, что полиция подозревала связь между смертью Уоллеса и коррупционным скандалом вокруг полицейского подразделения «Рампарт», в соответствии с теорией Салливана и Пула. В разделе «Метро» также была размещена фотография Амира Мухаммеда, которого полиция идентифицировала как ипотечного брокера, не связанного с убийством, который, как оказалось, соответствовал деталям стрелка, а в газете было напечатано его имя и водительские права. Но Чак Филипс, штатный сотрудник раздела «Бизнес» газеты «Таймс», который следил за расследованием и не слышал о теории Рампарта-Мухаммеда, искал Мухаммеда, которого журналисты «Метро» не смогли найти для комментариев. Филипсу потребовалось всего три дня, чтобы найти Мухаммеда, у которого была реклама его брокерского бизнеса, публиковавшаяся в «Таймс». Мухаммед, который не был официальным подозреваемым в то время, откликнулся, чтобы очистить своё имя. Раздел «Метро» газеты был против опровержения, но редактор Марк Сэйлор сказал: «Чак является своего рода мировым авторитетом в сфере рэп-насилия» и призывал вместе с Чаком Филипсом газету «Таймс» отозвать статью.
Исправленная статья «Лос-Анджелес Таймс», опубликованная в мае 2000 года, была написана Чаком Филипсом, который цитирует слова Мухаммеда: «Я ипотечный брокер, а не убийца» и спрашивает: «Как может что-то настолько ложное в конечном итоге оказаться на первой странице крупной газеты?»". В истории очищено имя Мухаммеда. A более поздняя история Филипса в 2005 году показала, что основным информатором для теории Пула-Салливана был шизофреник с допущенными провалами памяти, известный как «Психо Майк», который признался на внесудебном заявлении. Джон Кук из журнала Brill’s Content отметил, что статья Филипса «разрушила» теорию Пула-Салливана об убийстве Уоллеса.
В книге 2000 года The Murder of Biggie Smalls (с англ. — «Убийство Бигги Смоллза») журналист-расследователь и автор Кэти Скотт предположила, что убийства Уоллеса и Шакура могли быть результатом вражды между Восточным и Западным побережьями и мотивированы финансовой выгодой для звукозаписывающих компаний, потому что рэперы стоили больше как мёртвые, чем живые.
Уголовное расследование убийства Уоллеса было возобновлено в июле 2006 года с целью поиска новых улик, чтобы помочь городу защитить гражданские иски, возбужденные семьёй Уоллес. Отставной детектив полиции Лос-Анджелеса Грег Кадинг, который работал в течение трёх лет в оперативной группе, в которую входило дело Уоллеса, утверждает, что рэпер был застрелен Уорделлом «Пучи» Фаусом (англ. Wardell «Poochie» Fouse), партнёром Шуга Найта, который умер 24 июля 2003 года, после выстрела в спину во время езды на мотоцикле в Комптоне. Кадинг считает, что Найт нанял Пучи через свою подругу, «Терезу Свон», чтобы убить Уоллеса в качестве мести за смерть Шакура, который, как утверждает Кадинг, был убит по приказу Комбса.
В декабре 2012 года полиция США опубликовала результаты вскрытия тела Уоллеса, чтобы получить новые зацепки. Публикация подверглась критике со стороны давнего адвоката его наследников, Перри Сандерса-младшего, который возражал против вскрытия. Дело остаётся официально нераскрытым.

## Судебные иски

### Иск о неправомерной смерти
В марте 2006 года мать Уоллеса, Волетта, подала иск о неправомерной смерти против города Лос-Анджелес на основании доказательств, отстаиваемых Пулом. Они утверждали, что у Департамента полиции Лос-Анджелеса было достаточно доказательств, чтобы арестовать нападавшего, но полиция этим не воспользовалась. Дэвид Мак и Амир Мухаммед (он же Гарри Биллапс) первоначально были названы обвиняемыми в гражданском иске, но обвинения были сняты незадолго до начала суда после того, как LAPD и ФБР отклонили их в качестве подозреваемых.
Дело предстало перед судом присяжных 21 июня 2005 года. Накануне судебного разбирательства ключевой свидетель, Кевин Хаки, который должен был дать показания, обнаружил, что у него были проблемы с памятью из-за психиатрических препаратов. Ранее он свидетельствовал о знании причастности между Найтом, Маком и Мухаммедом, но позже сказал, что адвокаты Уоллеса изменили его заявления, чтобы включить слова, которые он никогда не говорил. Хаки взял всю вину на себя за дачу ложной декларации.
Через несколько дней после начала судебного разбирательства адвокат истцов сообщил Суду и адвокату противоположной стороны, что ему позвонил кто-то, утверждающий, что он является офицером полиции Лос-Анджелеса, и предоставил подробную информацию о наличии доказательств убийства Уоллеса. Суд поручил городу провести тщательное расследование, в результате которого были обнаружены ранее нераскрытые доказательства, большая часть которых находилась в столе в кабинете детектива Стивена Каца, главного детектива в расследовании Уоллеса. Документы были посвящены беседам многочисленных сотрудников полиции с заключённым в тюрьму информатором, который в течение некоторого длительного времени был сокамерником заключённого в тюрьму офицера подразделения «Рампарт», Рафаэля Переса. Он сообщил, что Перес рассказал ему об сотрудничестве его и Дэвида Мака с Death Row Records и их деятельности в Автомобильном музее Петерсона в ночь убийства Уоллеса. В результате вновь обнаруженных доказательств судья объявил неправильное судебное разбирательство и присудил семье Уоллеса выплату компенсации для покрытия расходов на услуги адвокатов.
16 апреля 2007 года родственники Уоллеса подали второй иск о неправомерной смерти против города Лос-Анджелес. В иске также были названы два офицера полиции Лос-Анджелеса в центре расследования скандала с подразделением «Рампарт», Перес и Нино Дурден. Согласно иску, Перес, предполагаемый сотрудник Death Row Records, признался сотрудникам LAPD, что он и Мак (которого не назвали в иске) «сговорились с целью убийства и участвовали в убийстве Кристофера Уоллеса». Семья Уоллес заявила, что полиция Лос-Анджелеса «сознательно скрывала причастность Рафаэля Переса к убийству… Уоллеса».
Окружной судья Соединённых Штатов Флоренс-Мари Купер вынесла окончательное решение суда городу 17 декабря 2007 года, установив, что семья Уоллеса не выполнила закон штата Калифорния, согласно которому семья должна была уведомить штат в течение шести месяцев после смерти Уоллеса. Семья Уоллеса повторно подала иск, отказавшись от требований закона штата 27 мая 2008 года. Иск против города Лос-Анджелеса был окончательно отклонен в 2010 году. «Нью-Йорк Таймс» назвал его «одним из самых продолжительных и спорных дел знаменитостей в истории» Семья Уолесса требовала 500 миллионов долларов у штата..

### Клевета
19 января 2007 года Тайрус «Big Syke» Хаймс, друг Шакура, который был замешан в убийстве Уоллеса филиалом телекомпании Fox, KTTV, и журналом XXL в 2005 году подал иск о клевете в связи с обвинениями, выдвинутыми вне суда.